# Czerwona Hirka (obwód odeski)
Czerwona Hirka – wieś na Ukrainie, w obwodzie odeskim, w rejonie odeskim. W 2001 roku liczyła 459 mieszkańców.